# Jean-Baptiste Eugène Bellier de La Chavignerie
Jean-Baptiste Eugène Bellier de la Chavignerie és un entomòleg francès, nascut el 28 de gener de 1819 i mort el 25 de setembre de 1888 a Évreux.
Després dels estudis a Chartres i a continuació a París, treballa al Ministeri de la Justícia de 1844 a 1859. Es consagra principalment als lepidòpters als quals dedica diverses publicacions, sobretot sobre faunes locals com les de l'Alvèrnia (1850), dels Alps (de 1854 a 1858), dels Pirineus Orientals (1858), de Sicília (1860), de Còrsega (1861), etc.
Charles Oberthür (1845-1924) adquireix la seva col·lecció després de la seva mort.